# موتور حاجی ولی محمد نارویی
موتور حاجی ولی محمد نارویی یک منطقهٔ مسکونی در ایران است که در دهستان جلگه چاه هاشم واقع شده‌است. موتور حاجی ولی محمد نارویی ۴۰ نفر جمعیت دارد.